# The Rose That Grew From Concrete
The Rose That Grew From Concrete Vol. 1 es un álbum póstumo basado en la poesía del rapero 2Pac lanzado el 17 de octubre de 2000. Este álbum destaca un largo reparto de celebridades, como Mos Def y dead prez, leyendo poesía y escritura de 2Pac. 

## Lista de canciones
1. "Tupac Interlude" – 0:57
2. "Wake Me When I'm Free" (con Babatunde Olatunji) – 5:52
3. "Can U C The Pride In The Panther (Male Version)" (con Mos Def) – 4:54
4. "When Ure Heart Turns Cold" (con Sonia Sánchez) – 1:38
5. "U R Ripping Us Apart" (con Dead Prez) – 5:12
6. "Tears of a Teenage Mother" (con Jasmine Guy) – 4:39
7. "God" (con Reverend Run) – 0:47
8. "And Still I Love You" (con Red Rat) – 3:58
9. "Can U C The Pride In The Panther (Female Version)" (con Mos Def) – 3:59
10. "If There Be Pain" (con Providence & RasDaveed El Harar) – 4:45
11. "A River That Flows Forever" (con Danny Glover, Afeni Shakur & The Cast of The Lion King) - 2:20
12. "The Rose That Grew from Concrete" (con Nikki Giovanni) - 2:35
13. "In The Event of My Demise" (con The Outlawz & Geronimo Ji Jaga) - 4:41
14. "What of a Love Unspoken" (con Tre) - 3:16
15. "Sometimes I Cry" (con Dan Rockett) - 3:10
16. "The Fear in the Heart of Man" (con Q-Tip) - 4:16
17. "Starry Night" (con Quincy Jones, Mac Mall & Rashida Jones) - 4:33
18. "What of Fame" (con Russell Simmons) - 0:21
19. "Only 4 the Righteous" (con Rha Goddess) - 2:29
20. "Why Must You Be Unfaithful" (con Sarah Jones) - 1:12
21. "Wife 4 Life" (con 4th Avenue Jones & KCI) - 4:06
22. "Lady Liberty Needs Glasses" (con Malcolm Jamal Warner) - 2:23
23. "Family Tree" (con Lamar Antwon Robinson & The IMPACT Repertory Theatre) - 3:21
24. "Thug Blues" (con Lamar Antwon Robinson, Tina Thomas Bayyan & The IMPACT Repertory Theatre) - 4:46
25. "The Sun and the Moon" (con Chief Okena Littlehawk) - 1:56

- Datos: Q1093583